# Медијски зид
Медијски зид је одбрамбени бедем кога је нововавилонски цар Набукодоносор II подигао око 590. године п. н. е. између Еуфрата и Тигра од Опида до Сипара. Земљани бедем обложен циглом био је дуг око 110 километара, висок 10 и широк 6 метара. Подигнут је у сврху заштите царства са севера од Персијанаца који су све више притискали ка западу и већ били покорили Асирију. 